# Dudleya palmeri
Dudleya palmeri är en fetbladsväxtart som först beskrevs av S. Wats., och fick sitt nu gällande namn av Britt. och Rose. Dudleya palmeri ingår i släktet Dudleya och familjen fetbladsväxter. Inga underarter finns listade i Catalogue of Life.

## Bildgalleri

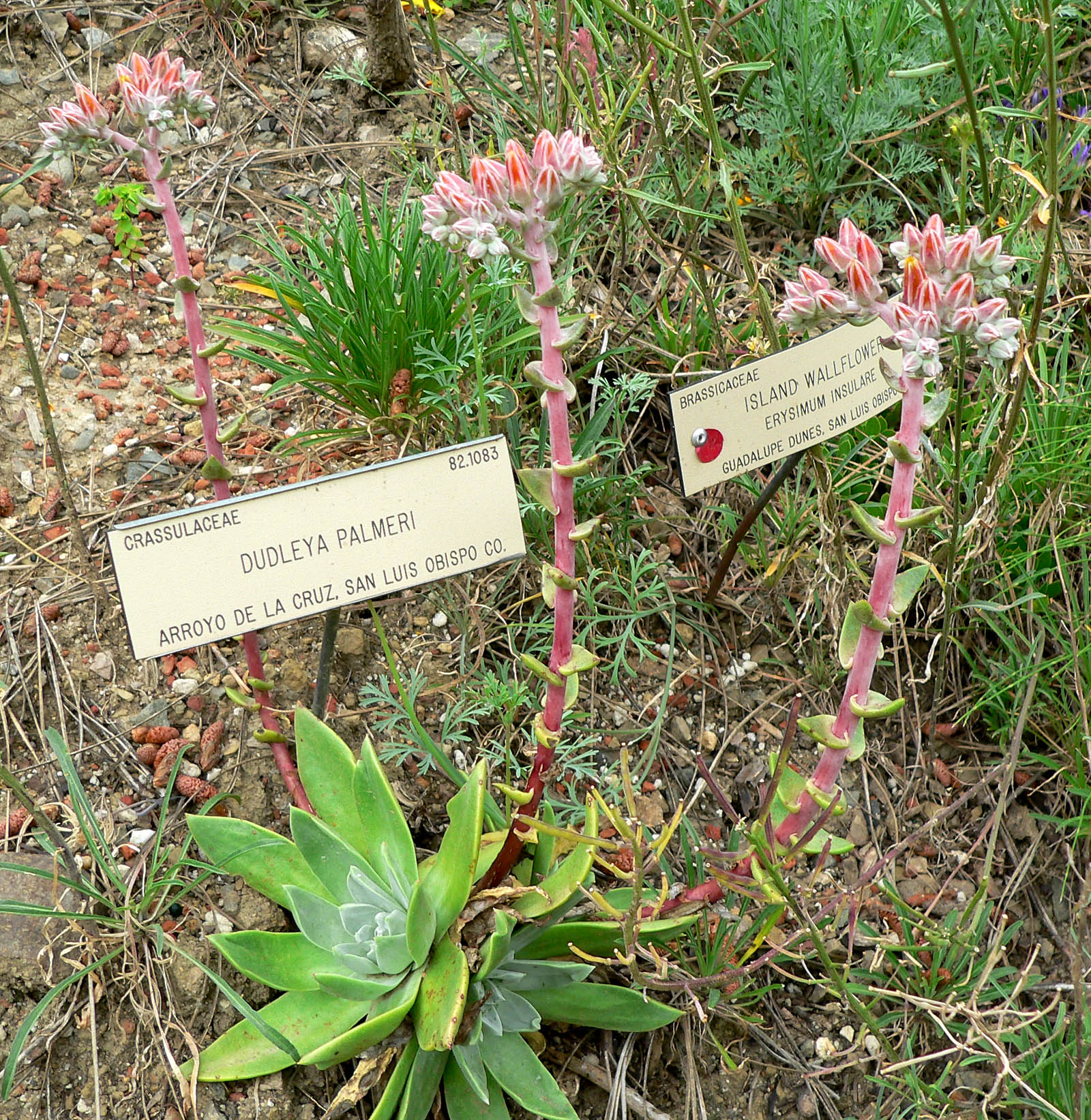
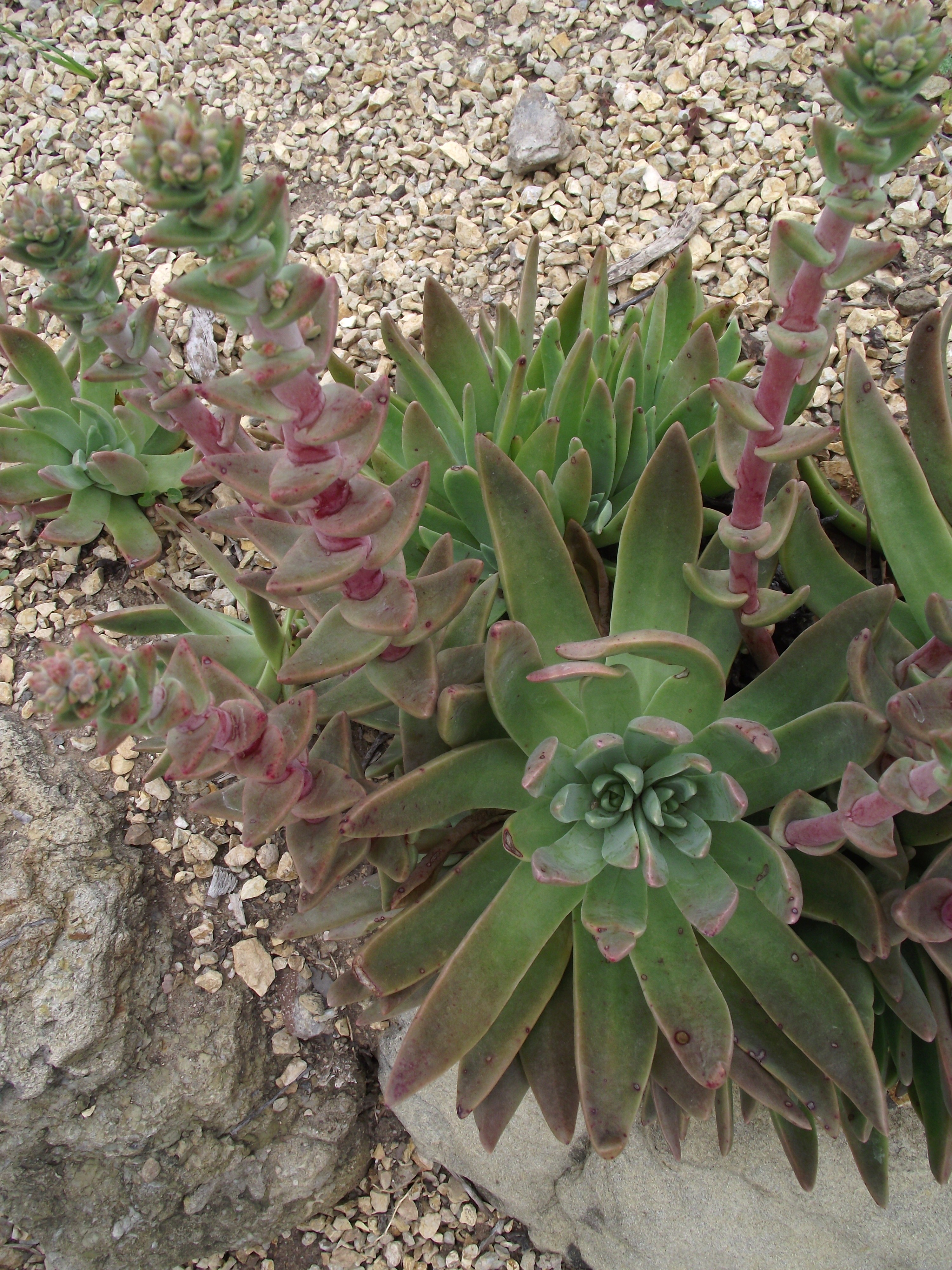